# Hémoperfusion
L’hémoperfusion est un procédé médical, utilisé pour éliminer les substances toxiques du sang d'un patient, durant lequel une grande quantité de sang est pompé hors du corps puis passé à travers une substance absorbante, généralement des résines ou du charbon actif. 
On l'utilise principalement pour débarrasser le sang des drogues ou des poisons présents en cas d'urgence, en particulier chez les patients souffrant d'insuffisance rénale, et comme mesure d'accompagnement avant et après une greffe du foie. C'est une voie d'épuration extra-rénale